# Puigcerdà
Puigcerdà [ˌputʃsərˈða] ist eine Kleinstadt und ein Wintersportort in Katalonien (Spanien) in der Provinz Girona. Die Stadt zählt 10.008 Einwohner (Stand: 2024) und ist das Verwaltungszentrum der Comarca Cerdanya.

## Geographische Lage
Puigcerdà liegt auf einer Höhe von 1202 m in den katalanischen Pyrenäen im breiten Tal des Flusses Segre direkt an der Grenze zu Frankreich.

## Gemeindegliederung
- Puigcerdà
- La Guingueta
- Rigolisa
- Sant Marc
- Sant Martí (Puigcerdà)
- Deuloféu
- Ventajola
- Age (Puigcerdà)
- Vilallobent

## Geschichte

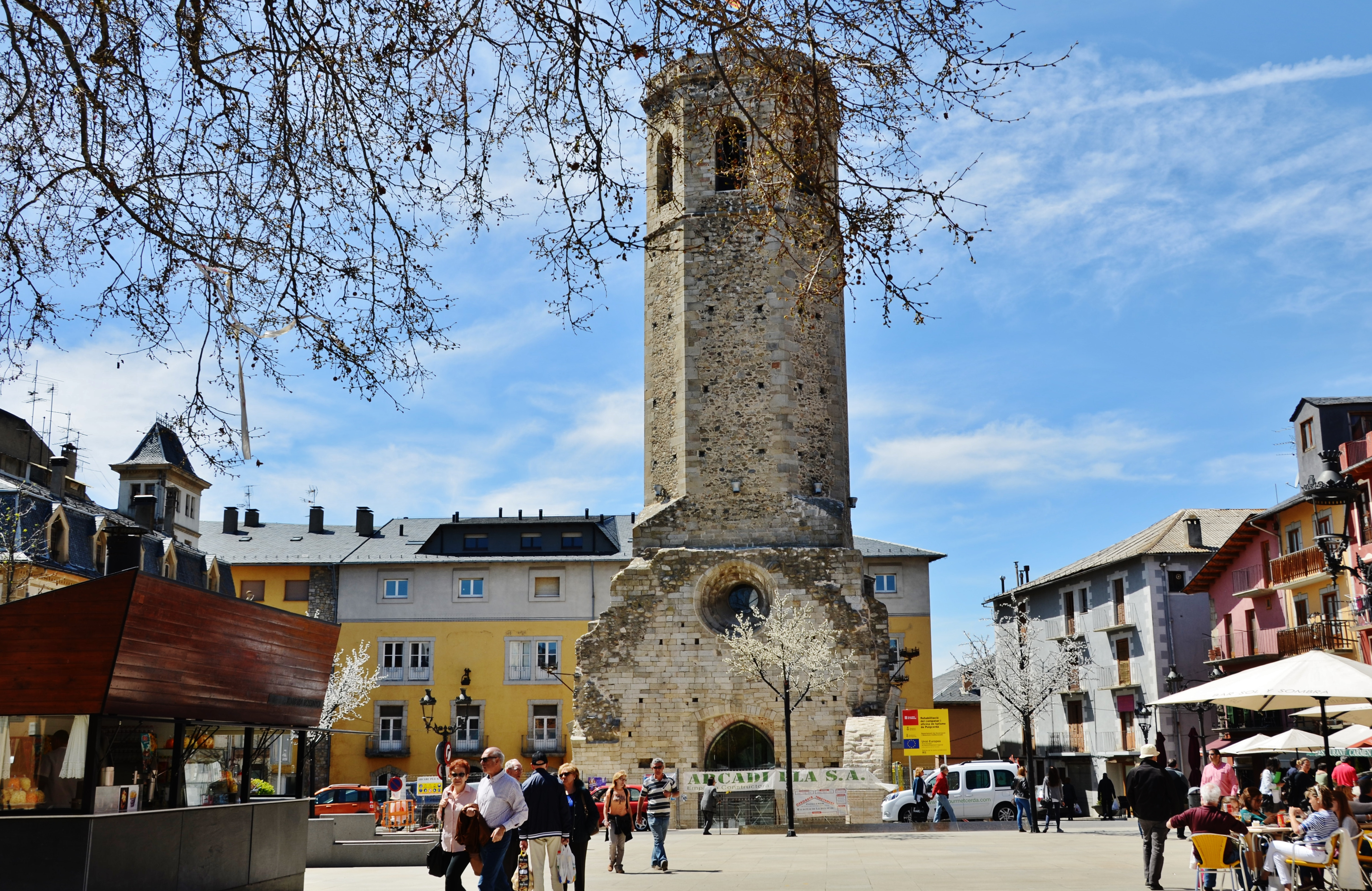
Plaça de Santa Marie mit dem gotischen Glockenturm

König Alfonso I. gründete zwischen 1170 und 1177 die Ortschaft und gewährte ihr den Status einer Hauptstadt (der Grafschaft Cerdanya). Bis 1345 gehörte die Stadt zu den sieben wichtigsten Orten Kataloniens. Nach dem Erdbeben von 1428 wurde eine neue Burg gebaut. Im Pyrenäenvertrag von 1659 fiel der östliche Teil der Cerdanya, die Alta Cerdanya, an Frankreich, Puigcerdà wurde Grenzstadt. 1886 wurden die Stadtmauern geschleift. 1922 wurde die Stadt ans Eisenbahnnetz angeschlossen. Puigcerdà entwickelte sich zur Sommerfrische. Nach dem Spanischen Bürgerkrieg hielt nach und nach der Wintersport Einzug und seit 1956 wird dort sogar Eishockey gespielt.

## Sehenswürdigkeiten
Erdbeben, Brände und Grenzkonflikte sind dafür verantwortlich, dass von der historischen Bausubstanz wenig erhalten ist. So findet man mitten im Ort nur noch einen gotischen Glockenturm der nicht mehr vorhandenen Kirche Santa Maria. Allerdings herrscht in den engen Gassen der Innenstadt eine lebhafte Atmosphäre, die einen Besuch lohnend macht. Hervorzuheben ist auch der Park Schierbeck, der Ende des 19. Jahrhunderts um den kleinen See nördlich der Altstadt angelegt wurde.

## Verkehr

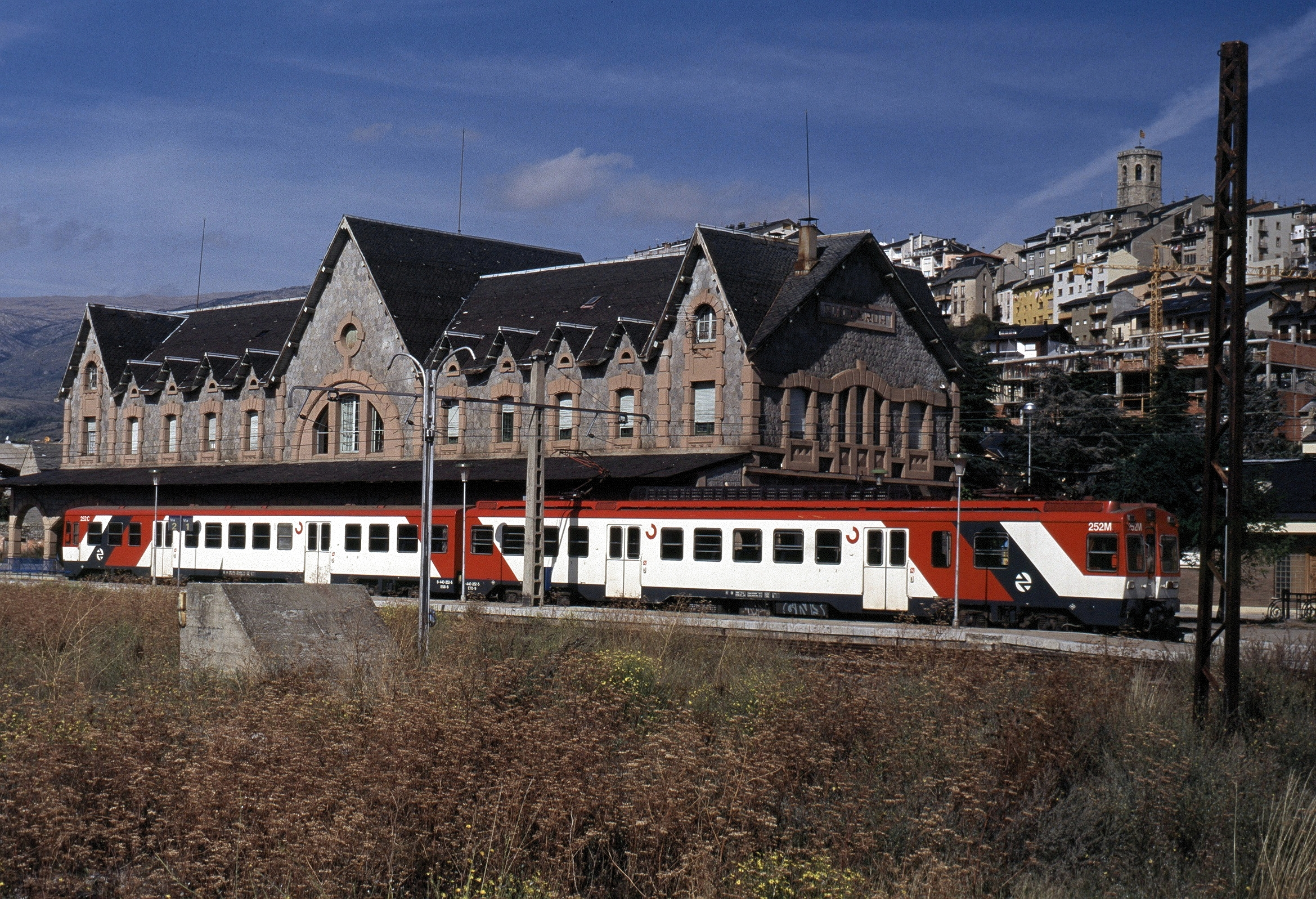
Bahnhof Puigcerdà mit Ort und Glockenturm im Hintergrund

Der Ort hat seit 1922 einen Bahnhof an der Bahnstrecke Barcelona–Latour-de-Carol - Enveitg. 1928 wurde die spanische Breitspurstrecke über die Staatsgrenze zum Bahnhof Latour-de-Carol - Enveitg verlängert. Ein Jahr später erreichte von dort ein französisches Regelspurgleis den Bahnhof Puigcerdà, der als Grenzbahnhof umfangreiche Anlagen zur Personen- und Güterabfertigung erhielt. In den 1990er Jahren wurde dieses Gleis unterbrochen, die Güteranlagen sind verwaist. Seitdem fahren Züge nur noch auf dem spanischen Breitspurgleis von und bis Latour-de-Carol, was im Jahr 2015 bei vier der sieben werktäglichen Personenzüge aus Barcelona der Fall war.

## Söhne und Töchter
- Pere Borrell del Caso (1835–1910), Maler
- José Antonio Hermida (* 1978), Mountainbiker
- Gemma Arró Ribot (* 1980), Skibergsteigerin
- Daniel Almendros (* 1982), Eishockeyspieler
- Aleix Pubill Rodríguez (* 1988), Skibergsteiger